# Surt overdrev
Overdrev og græsheder er lidt mere almindelige end dem på kalkrig jord. De opstod overalt, hvor der er silikatrig jordbund, som man udnyttede ved græsning gennem i flere generationer. Gødskning, sprøjtning eller anden intensiv behandling af sådan et område vil ødelægge dets vegetation med det samme.
Naturtypen opstår kun, hvor man kombinerer græsning med ekstensiv drift. Hvis græsningen ophører, genindtræder successionen, og området udvikles tilbage i retning af blandet løvskov med Bøg (Fagus sylvatica) eller Eg (Quercus robur) som det dominerende træ.
Surt overdrev er en betegnelse for en prioriteret naturtype i Natura 2000-netværket, med nummeret 6230.

## Plantevækst
De typiske planter på denne naturtype er:
- Almindelig Kattefod (Antennaria dioica)
- Almindelig Mælkeurt (Polygala vulgaris)
- Katteskæg (Nardus stricta)
- Krat-Fladbælg (Lathyrus linifolius)
- Læge-Ærenpris (Veronica officinalis)
- Prikbladet Perikon (Hypericum perforatum)
- Rød Svingel (Festuca rubra)
- Tormentil (Potentilla erecta)